# Niewolność
Niewolność (stylizowany zapis NieWolnOść) – siódmy album studyjny polskiej grupy muzycznej Hunter. Wydawnictwo ukazało się 4 listopada 2016 roku nakładem wytwórni muzycznej Pit Studio w dystrybucji Warner Music Poland.
Album dotarł do 7. miejsca polskiej listy przebojów – OLiS.

## Lista utworów
Opracowano na podstawie materiału źródłowego.
| Nr  | Tytuł utworu            | Długość |
| --- | ----------------------- | ------- |
| 1.  | „Niewolność”            | 4:42    |
| 2.  | „Niewinny”              | 4:24    |
| 3.  | „Gorzki”                | 3:58    |
| 4.  | „Podniebny”             | 4:03    |
| 5.  | „Rzeźnicki”             | 6:25    |
| 6.  | „Niewesołowski”         | 4:10    |
| 7.  | „Nierządnicki”          | 4:17    |
| 8.  | „Niemy”                 | 5:03    |
| 9.  | „Niebanalny”            | 4:37    |
| 10. | „Riposta Drugoklasisty” | 3:42    |
|     |                         | 45:21   |

## Twórcy
Opracowano na podstawie materiału źródłowego.
| - Paweł „Drak” Grzegorczyk – wokal prowadzący, wokal wspierający, gitara - Piotr „Pit” Kędzierzawski – gitara, wokal wspierający, gitara basowa - Konrad „Saimon” Karchut – gitara basowa - Michał „Jelonek” Jelonek – skrzypce, wokal wspierający - Dariusz „Daray” Brzozowski – perkusja |  | - Kantata – chór - Jacek Miłaszewski – miksowanie, mastering - Maciej Makowicz – management - Ilona Matuszewska – zdjęcia |